# Kỳ giông kính phương Bắc
Kỳ giông kính phương Bắc(Salamandrina perspicillata) là một loài kỳ giông trong họ Salamandridae chỉ được tìm thấy ở Ý.

## Hình ảnh

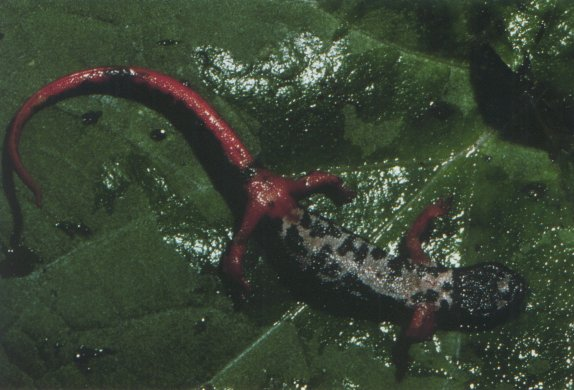
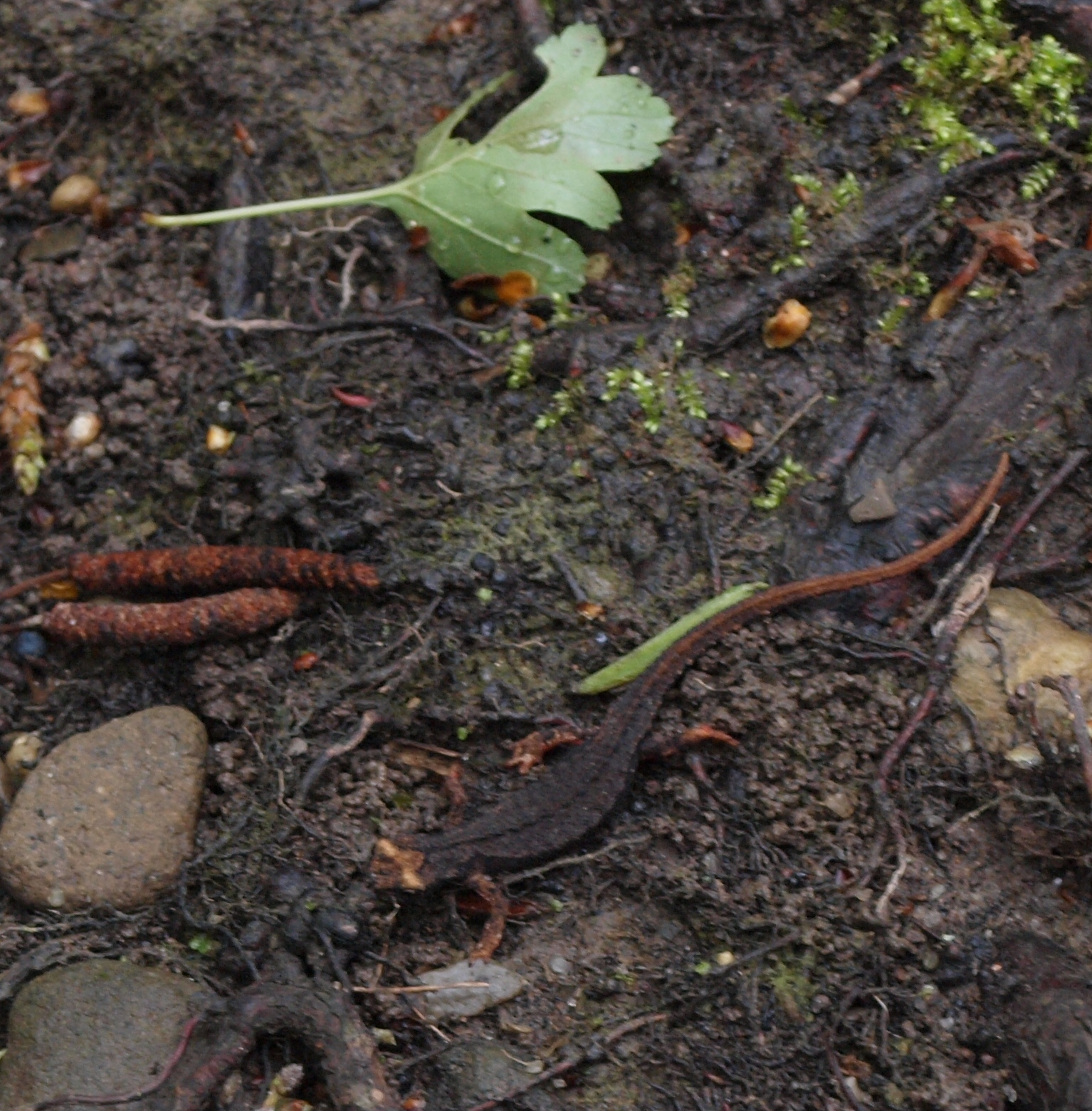